# Sundgau (comté)
Pour les articles homonymes, voir Sundgau et Sundgau (loi Voynet).
vers 870 – 1130
(environ 260 ans)
Entités précédentes :
- Duché d'Alsace

Entités suivantes :
- Landgraviat de Haute-Alsace
- Territoires héréditaires des Habsbourg
- Comté de Ferrette

Le comté de Sundgau (en latin : comitatus Suntgowe ou Suntgovia) est une ancienne subdivision territoriale du royaume de Francie orientale puis du Saint-Empire romain germanique au Moyen Âge.
Situé sur la partie sud de la plaine d'Alsace, ce comté apparaît probablement vers 870 et n'est dénommé « Sundgau » qu'à la fin du IXe siècle. Avec le comté de Nordgau, il succède au duché d'Alsace puis est rattaché au duché de Souabe en 925.
Les comtes de Sundgau sont issus de la famille des Liutfrides, descendants probables des anciens ducs d'Alsace et de la dynastie des Étichonides. D'autres seigneurs émergent progressivement au sein du comté, notamment les comtes de Habsbourg dont le pouvoir et le domaine seigneurial commencent à s'accroître dans le Sundgau à partir du XIe siècle.
Le comté disparaît au cours du XIIe siècle au profit du landgraviat de Haute-Alsace, créé pour affaiblir l'influence des ducs de Souabe dans la région.